# Cyclocephala tutilina
Cyclocephala tutilina är en skalbaggsart som beskrevs av Hermann Burmeister 1847. Cyclocephala tutilina ingår i släktet Cyclocephala och familjen Dynastidae. Inga underarter finns listade i Catalogue of Life.